# Dekanat leszczyński
Dekanat leszczyński – jeden z 43 dekanatów archidiecezji poznańskiej. Erygowany w 1996 roku. Obejmuje osiem parafii rzymskokatolickich znajdujących się na terenie miasta Leszna. 

## Parafie
- Parafia pw. św. Mikołaja w Lesznie,
- Parafia pw. św. Antoniego Padewskiego w Lesznie,
- Parafia pw. św. Jana Chrzciciela w Lesznie,
- Parafia pw. św. Józefa w Lesznie,
- Parafia pw. św. Kazimierza w Lesznie,
- Parafia pw. Świętego Krzyża w Lesznie,
- Parafia pw. św. Maksymiliana Marii Kolbego w Lesznie,
- Parafia pw. Najświętszej Maryi Panny Wniebowziętej w Lesznie.

Sąsiednie dekanaty
- święciechowskim,
- rydzyńskim,
- dekanaty archidiecezji wrocławskiej.

## Galeria

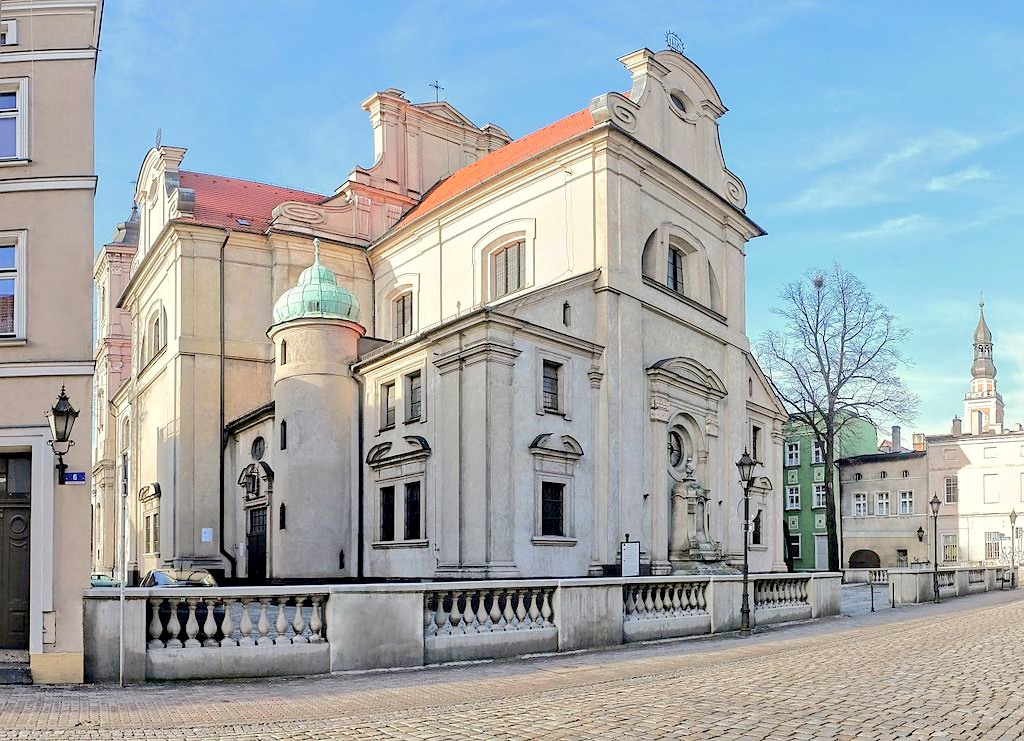
Bazylika pw. św. Mikołaja
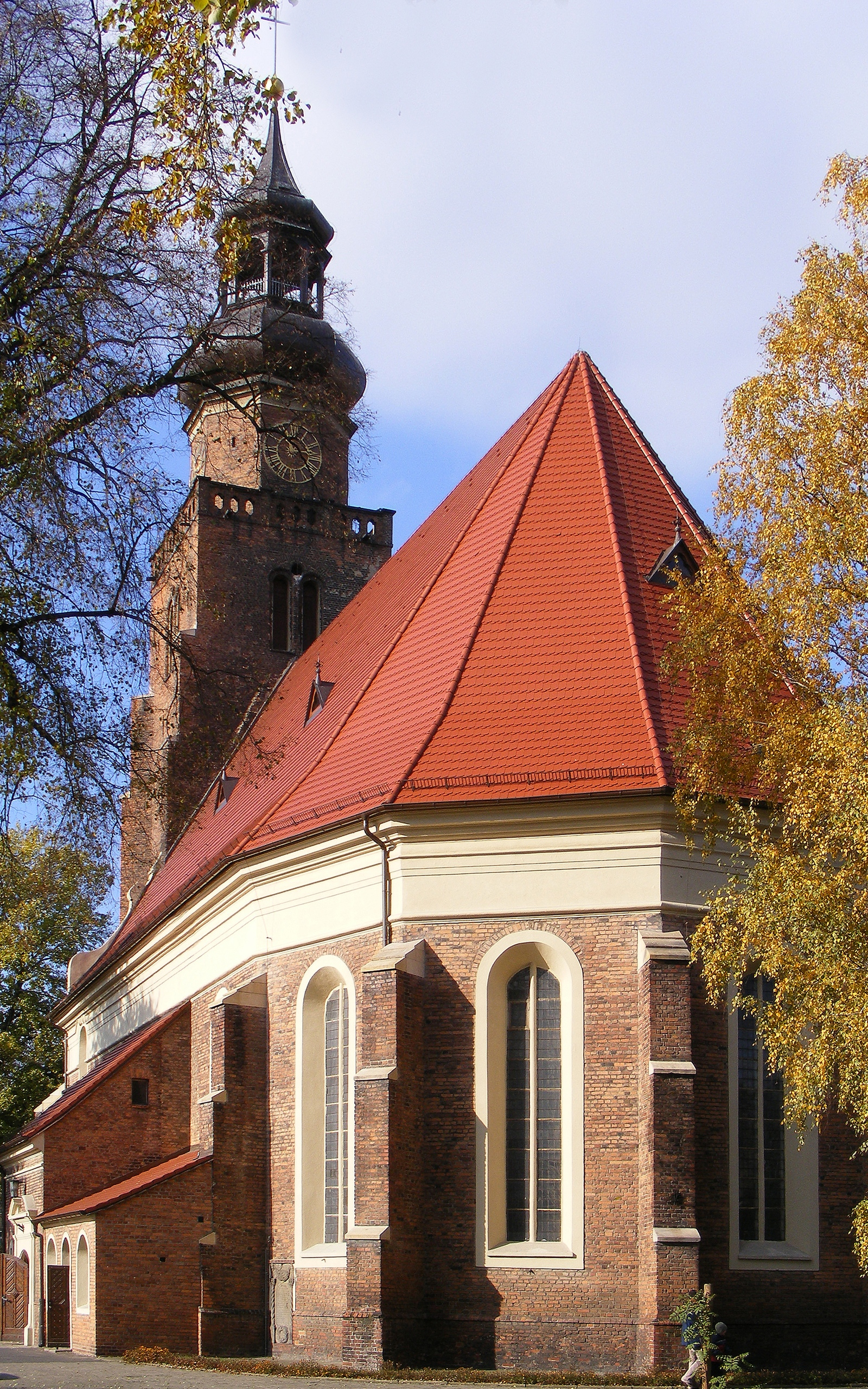
Kościół pw. św. Jana
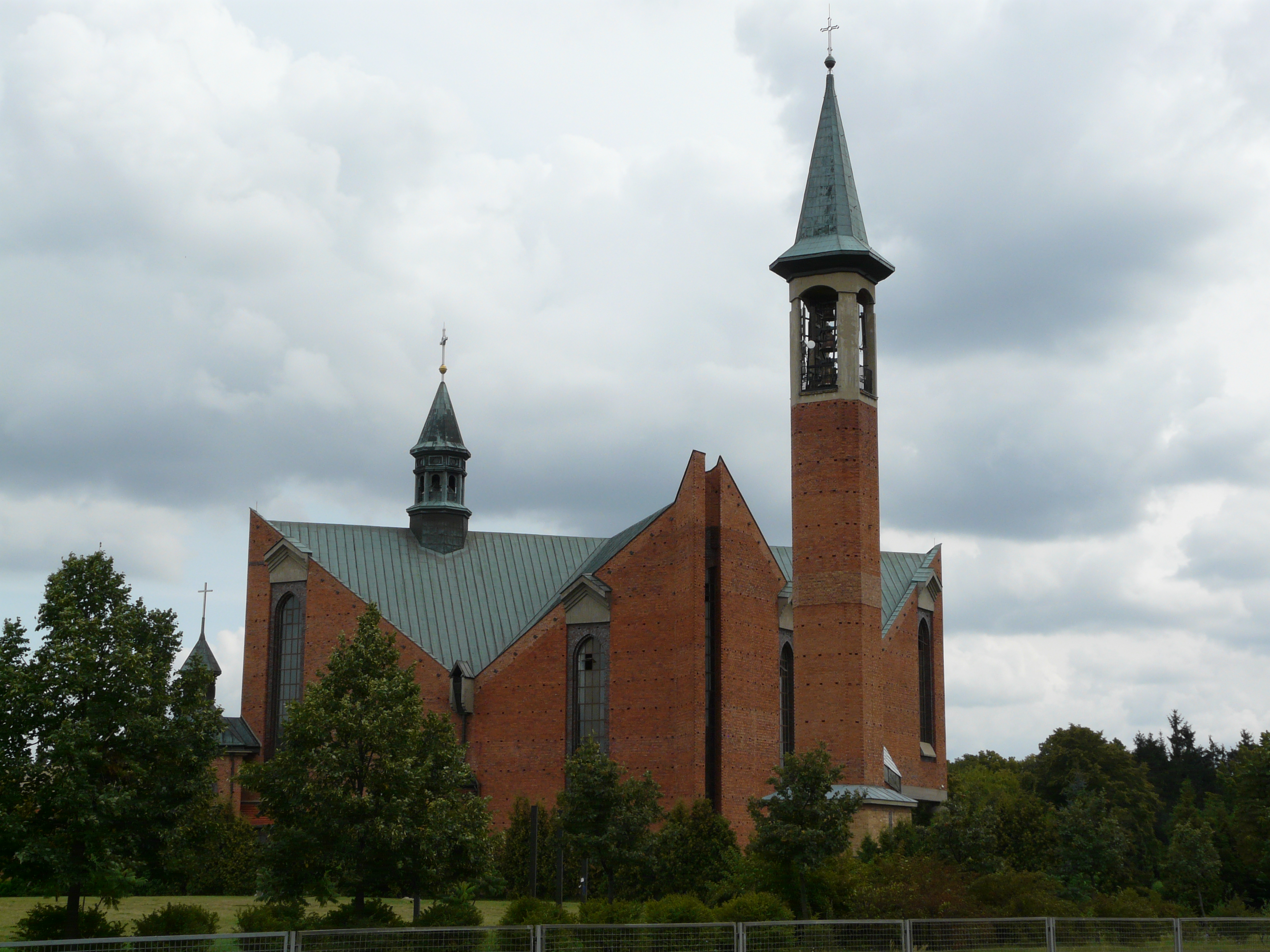
Kościół pw. św. Antoniego
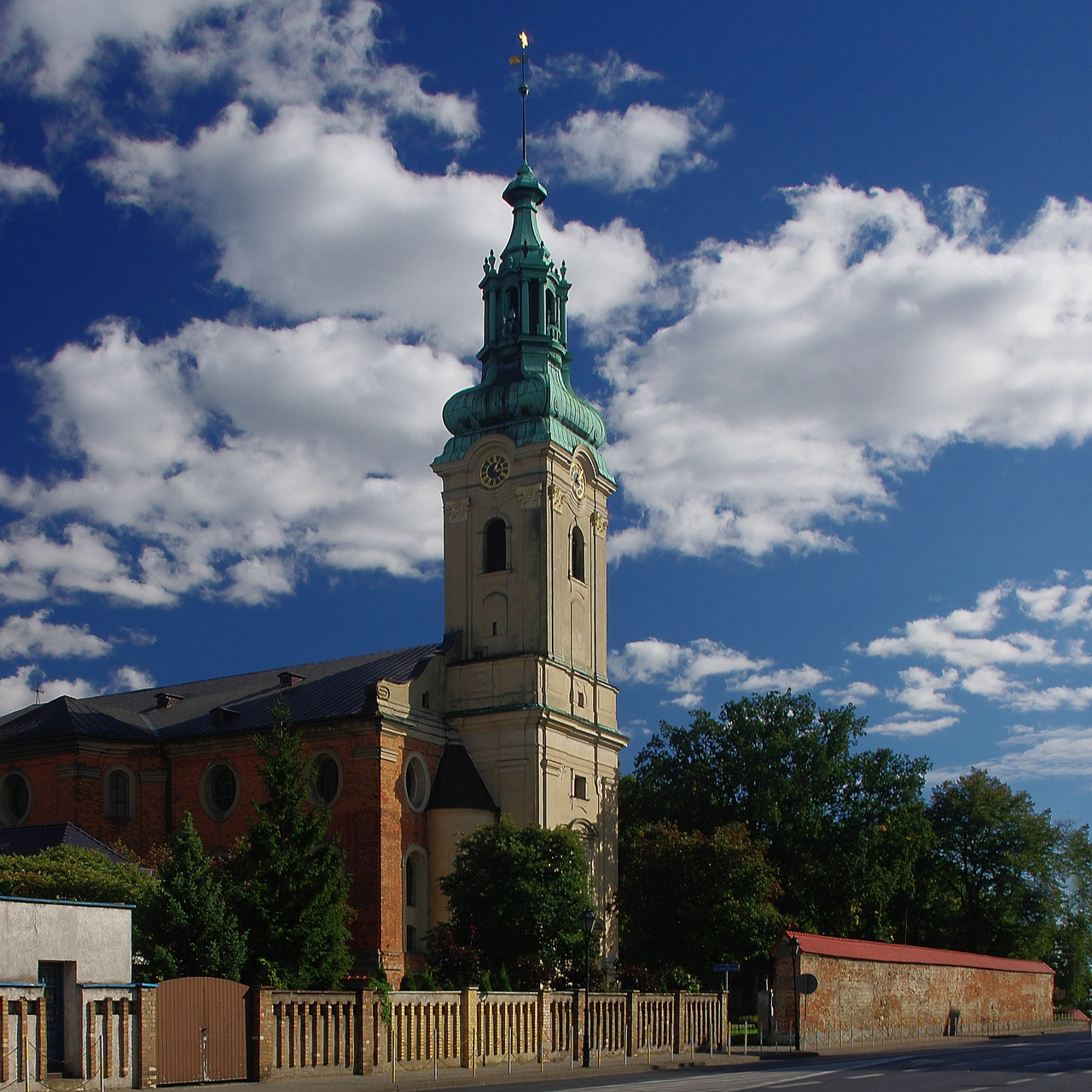
Kościół pw. Świętego Krzyża
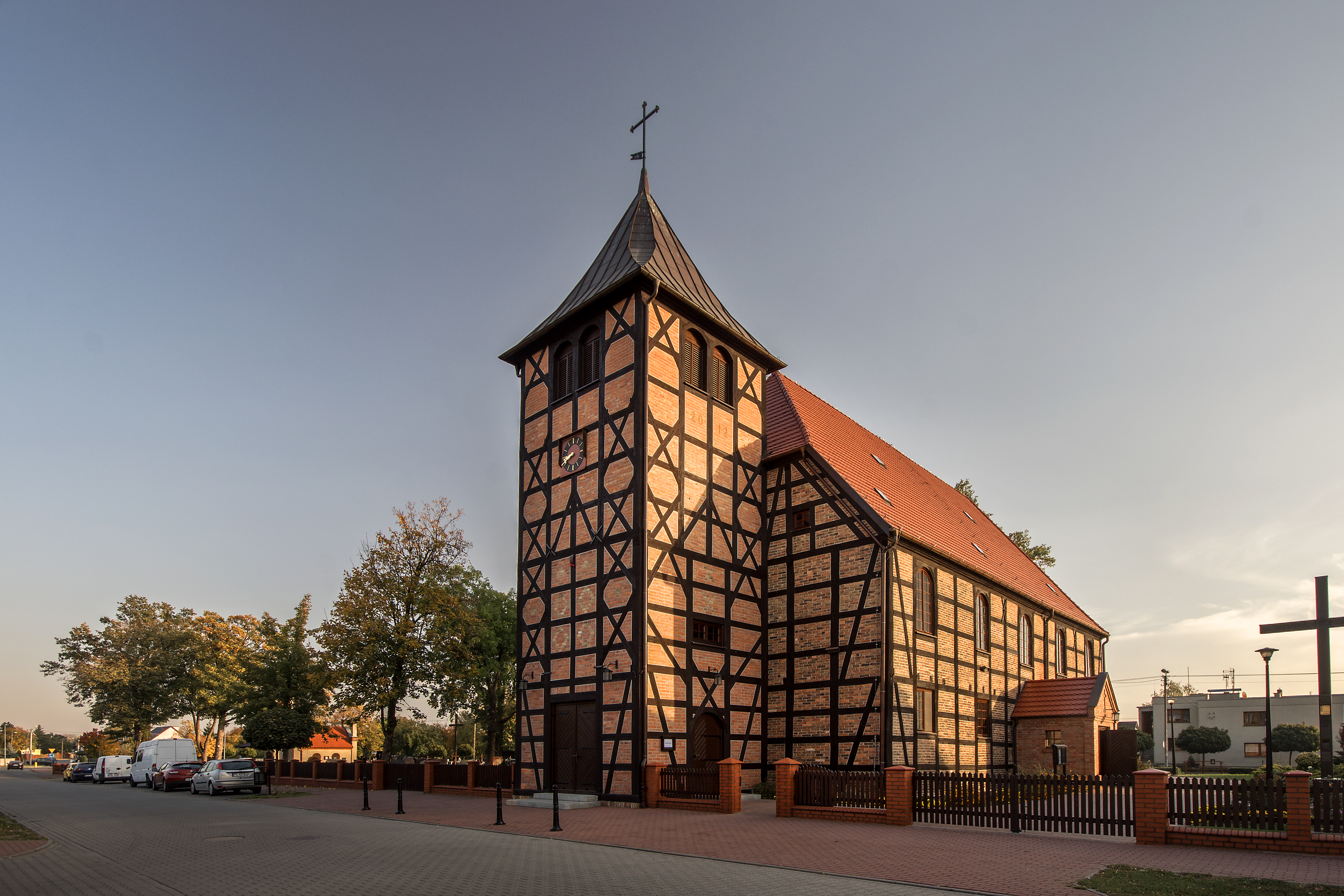
Kościół w Lesznie-Zaborowie
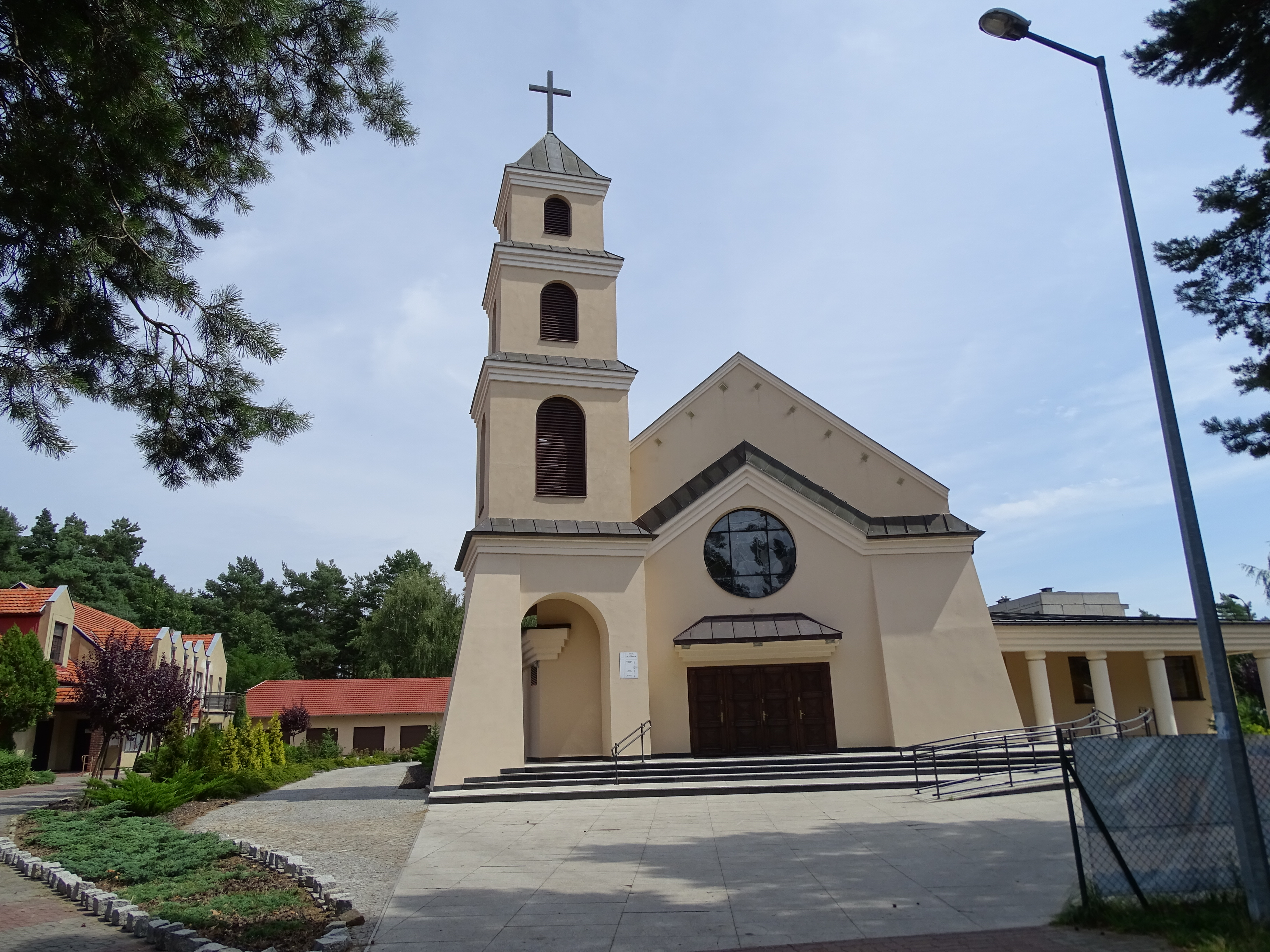
Kościół pw. św. Kazimierza